# José Luis Aresti Aguirre
José Luis Aresti Aguirre, (Erandio, Vizcaya, 17 de marzo de 1917 - 18 de noviembre de 2003, Madrid) fue un piloto de combate, instructor de vuelo (llegando a formar a más de 2000 pilotos), y piloto acrobático. Considerado uno de los grandes exponentes de la aviación española.
Su formación como aviador comenzó cuando estalló la guerra civil española cuando se inscribió en un curso militar de vuelo en enero de 1938,  bajo el seudónimo de "Joseba Koldobika".
Su formación transcurre en el Aeródromo de Alcantarilla en Murcia, para posteriormente hacer su entrenamiento en aviones militares en el Aeródromo de Santiago de la Ribera en San Javier en Murcia. Finalmente se traslada a Cartagena, también en Murcia para entrar en la Escuela de la especialidad.
Estando destinado en la Escuela de Alta Velocidad del Carmolí hizo sus cursos de vuelo nocturno y vuelo a altas velocidades. Siendo soltado en un Polikarpov I-16
El 15 de julio de 1938, en su primer servicio de alarma, se pasa al bando sublevado voló hacia Melilla con su "Polikárpov I-16 "Rata", con el que se vio forzado a hacer un aterrizaje en la playa cercana a Melilla, con el tren de aterrizaje sin desplegar ya que este había quedado inutilizado al haber sido alcanzado por fuego amigo cuando se dirigía al aeródromo de Nador, Marruecos.
En el ejército nacional es destinado inicialmente al Batallón Flandes de Infantería de la IV Brigada de Navarra, hasta finales de 1938 que es reclamado por García Morato para que se incorpore a su grupo de caza 3-G-3, volando un Fiat CR32. Posteriormente es destinado al Grupo 28 de caza de Baleares.

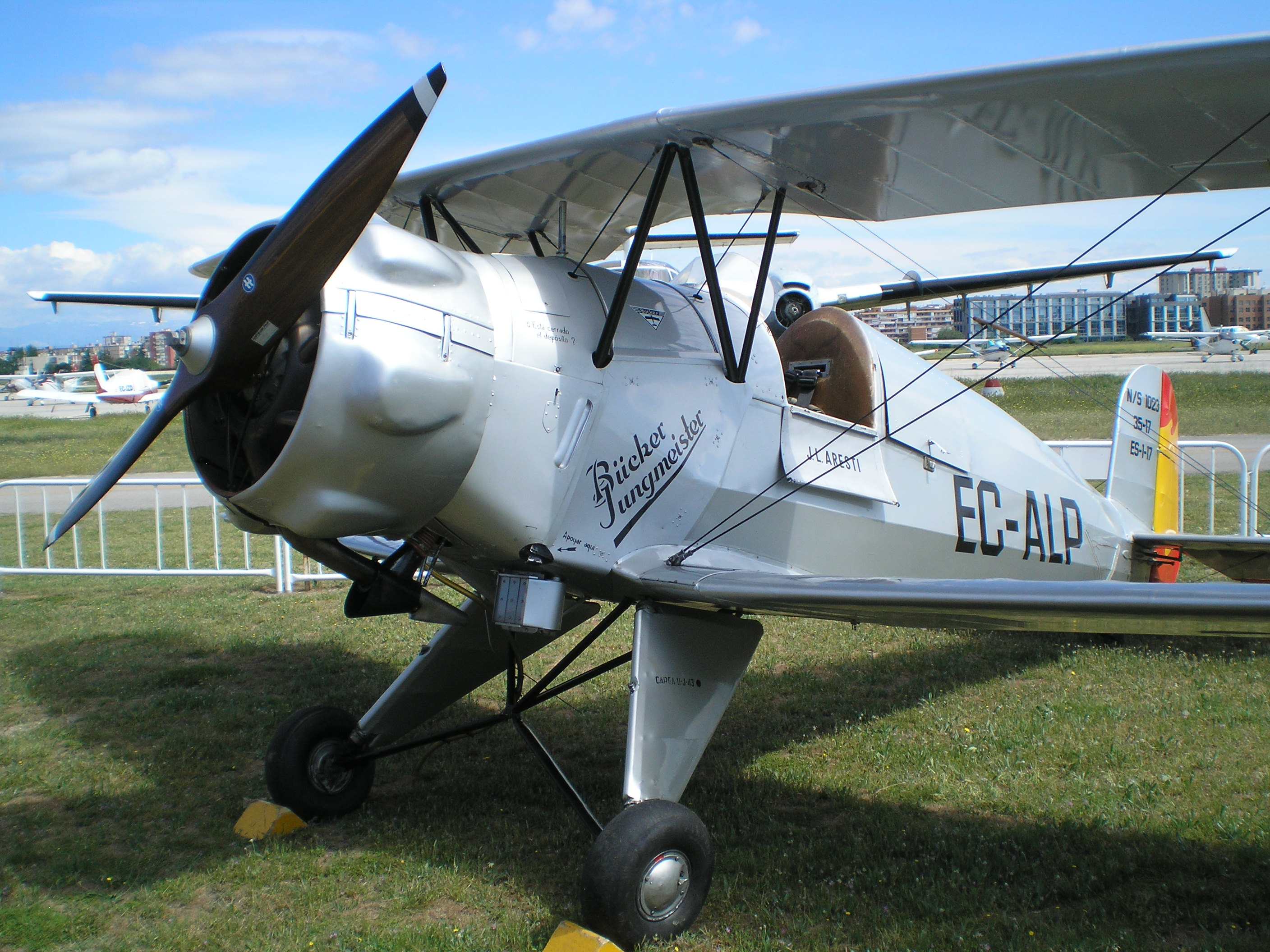
Avión Bücker Bü 133 Jungmeister de J.L. Aresti.

Tras la guerra, en el año 1949, José Luis Aresti organizó la primera vuelta a España aérea.
En el año 1967 fue presidente de la comisión acrobática de la Federación Aeronáutica Internacional.

## Premios
Los premios recibidos por la Federación Aeronáutica Internacional son los siguientes:
- Diploma Paul Tissandier Diploma en 1955.
- Medalla de Bronce de la Federación Aeronáutica Internacional en 1961.[8][7]
- Medalla de plata en los primeros juegos mundiales de acrobacia de 1964.[4]
- Medalla de Oro al Mérito Deportivo en 1964.[9]
- Medalla de Oro del Aire de la FAI en 1969.[7]

## Aportaciones a la acrobacia aérea
- Creó el Diccionario Aerocriptográfico Aresti en 1964, adoptado por la FAI y que sigue siendo usado en todas las competiciones acrobáticas.[7][10]
- Creó La Copa José Luis Aresti para donarla a la Federación aeronáutica internacional, la cual se entrega en el "Campeonato del mundo de vuelo acrobático" al campeón individual absoluto.[10][7]